# Eleição municipal de Novo Hamburgo em 2020
A eleição municipal da cidade de Novo Hamburgo em 2020 ocorrerá no dia 15 de novembro e elegerá um prefeito, um vice-prefeito e quatorze membros da câmara de vereadores para a administração da cidade. Os mandatos dos candidatos eleitos neste pleito durarão entre 1 de janeiro de 2021 e 31 de dezembro de 2024.
Originalmente, as eleições ocorreriam em 4 de outubro (primeiro turno) e 25 de outubro (segundo turno, caso necessário), porém, com o agravamento da pandemia de COVID-19 no Brasil, as datas foram modificadas.

## Contexto político e pandemia
As eleições municipais de 2020 estão sendo marcadas, antes mesmo de iniciada a campanha oficial, pela pandemia de COVID-19 no Brasil, o que está fazendo com que os partidos remodelem suas estratégias de pré-campanha. O Tribunal Superior Eleitoral (TSE) autorizou os partidos a realizarem as convenções para escolha de candidatos aos escrutínios por meio de plataformas digitais de transmissão, para evitar aglomerações que possam proliferar o coronavírus. Alguns partidos recorreram a mídias digitais para lançar suas pré-candidaturas. Além disso, a partir deste pleito, será colocada em prática a Emenda Constitucional 97/2017, que proíbe a celebração de coligações partidárias para as eleições legislativas.

## Candidaturas à prefeitura

### Candidaturas registradas no TSE
Abaixo está a lista das candidaturas registradas no sistema do TSE.
| Candidato(a) a prefeito | Candidato(a) a prefeito | Candidato(a) a vice-prefeito | Candidato(a) a vice-prefeito | Número eleitoral | Coligação                            |
| Nome                    | Partido                 | Nome                         | Partido                      | Número eleitoral | Coligação                            |
| ----------------------- | ----------------------- | ---------------------------- | ---------------------------- | ---------------- | ------------------------------------ |
| Delegado Zucco          | Republicanos            | Juliano Souto                | PRTB                         | 10               | Aliança Por Novo Hamburgo - PRTB     |
| Fatima Daudt            | PSDB                    | Márcio Lüders                | PSDB                         | 45               | Unidos Por Novo Hamburgo - Cidadania |
| Tarcísio Zimmermann     | PT                      | Carla Atkinson               | PC do B                      | 13               | Diga Sim! - PSOL                     |

- Atualizado até 19h47min, domingo, 16 de março de 2025 (UTC)

## Candidaturas a vereança
Conforme dados informados pelos candidatos ao TSE.
| Partido      | Número de candidaturas |
| ------------ | ---------------------- |
| MDB          | 17                     |
| Patriota     | 3                      |
| PC do B      | 10                     |
| PDT          | 20                     |
| PL           | 17                     |
| PP           | 21                     |
| PRTB         | 13                     |
| PSB          | 17                     |
| PSDB         | 21                     |
| PSOL         | 6                      |
| PT           | 21                     |
| PTB          | 21                     |
| Republicanos | 18                     |
| Total        | 205                    |